# Podlesie (powiat śremski)
Podlesie – osada w Polsce położona w województwie wielkopolskim, w powiecie śremskim, w gminie Dolsk.
W latach 1975–1998 miejscowość administracyjnie należała do województwa poznańskiego.